# Yukichi Chuganji
Yukichi Chuganji (jap. 中願寺雄吉 Chūganji Yūkichi; * 23. März 1889 in Chikushi, heute Chikushino, Präfektur Fukuoka; † 28. September 2003 in Ogōri) war ein japanischer Supercentenarian und galt vom 29. Dezember 2002 bis zu seinem Tod als ältester lebender Mensch der Welt.

## Leben
Chuganji wurde 1889 in Chikushi auf Kyushu in einer Bauernfamilie geboren. 1906 machte er seinen Schulabschluss, anschließend besuchte er eine Fachhochschule, studierte Ingenieurwissenschaften und ließ sich zum Seidenraupenzüchter ausbilden. Er arbeitete als Seidenraupenzüchter, landwirtschaftlicher Ausbilder und Bankangestellter. 1914 heiratete er Shika Nakaganji, mit der er vier Söhne und eine Tochter hatte. Seine Frau starb 1973. Er war sozial tätig, war Mitglied des Gemeinwohlausschusses und leitete die örtliche Gemeinde. Bis ins Alter von 97 Jahren fuhr er Fahrrad, mit über hundert Jahren las er gewöhnlich Zeitung und beschnitt beim Treppensteigen seine Pflanzen.
Noch bis ins Alter von 110 Jahren arbeitete Chuganji und erfreute sich guter Gesundheit. Er ging stets wählen; erst seit dem Jahr 2000, als seine Sehkraft schwand, ging er nicht mehr allein. In seinen letzten drei bis vier Lebensjahren, die er bei seiner 74-jährigen Tochter Kyoko verbrachte, wurde er zunehmend blind und bettlägerig. Sein hohes Alter verdankte Chuganji nach eigenen Angaben einer optimistischen Lebenseinstellung und gesundem Lebensmittelkonsum. Er rauchte nicht und trank keinen oder selten Alkohol, aber viel Milch, aß gern Fleisch und Reis und hasste Gemüse. Außerdem mochte er Apfelsaft und Süßspeisen wie Lutscher, Kandis und Toffees, die er täglich aß. Bis an sein Lebensende aß Chuganji drei Mahlzeiten pro Tag. Obwohl er keine Zeitungen mehr lesen konnte, verfolgte er die Nachrichten und kommentierte auch den Irakkrieg.
Am 28. September 2003 starb Chuganji im Alter von 114 Jahren und 189 Tagen nachts im Kreise seiner Familie in Ogōri, nachdem er seinen Apfelsaft getrunken und sich wie immer bei seinen Verwandten für die gute Pflege bedankt hatte. Er wurde überlebt von seiner Tochter Kyoko, sieben Enkeln und zwölf Urenkeln.

## Alter
Chuganji wurde nach dem Tod von Sadayoshi Tanabe am 18. Januar 2000 der älteste lebende Mann Japans. Am 1. Oktober 2001 übertraf er das Alter Denzo Ishizakis und wurde zum ältesten männlichen Asiaten aller Zeiten (die Altersbehauptung von Shigechiyo Izumi gilt heute als widerlegt), sein Rekord wurde zehn Jahre später von Jiroemon Kimura gebrochen. Drei Monate später, am 3. Januar 2002, wurde er nach dem Tod Matsuno Oikawas der älteste Mensch in Japan (obwohl zu diesem Zeitpunkt Kamato Hongo als älteste Japanerin galt; ihre Altersbehauptung wurde jedoch 2012 widerlegt). Am gleichen Tag starb der Italiener Antonio Toddes und Chuganji wurde in Folge als ältester lebender Mann ins Guinness-Buch der Rekorde eingetragen.
Am 29. Dezember 2002 starb die US-Amerikanerin Mae Harrington und Chuganji wurde zum ältesten lebenden Menschen. Den Titel bekam er jedoch erst posthum nach Hongos Diskreditierung zugesprochen. Er war der erste Mann, seit sich die älteste lebende Person einigermaßen zuverlässig feststellen lässt (ca. 1968), der diese Position innehatte (nach ihm folgten noch Emiliano Mercado del Toro und Kimura). Als erster japanischer Mann und fünfter Mann überhaupt feierte er erwiesenermaßen seinen 113. Geburtstag, ein Jahr später wurde er zum zweiten Mann, der das 114. Lebensjahr vollendete. Zum Zeitpunkt seines Todes war Chuganji hinter dem Dänen Christian Mortensen der zweitälteste Mann aller Zeiten und belegte Platz 33 in der Liste der ältesten Menschen.
Nach Chuganjis Tod wurde die Japanerin Mitoyo Kawate zum ältesten lebenden Menschen und der Spanier Joan Riudavets zum ältesten lebenden Mann. Heute ist er der fünftälteste Mann mit verifizierten Lebensdaten hinter Kimura, Mortensen, del Toro und Walter Breuning.